# Dorsey William Shackleford

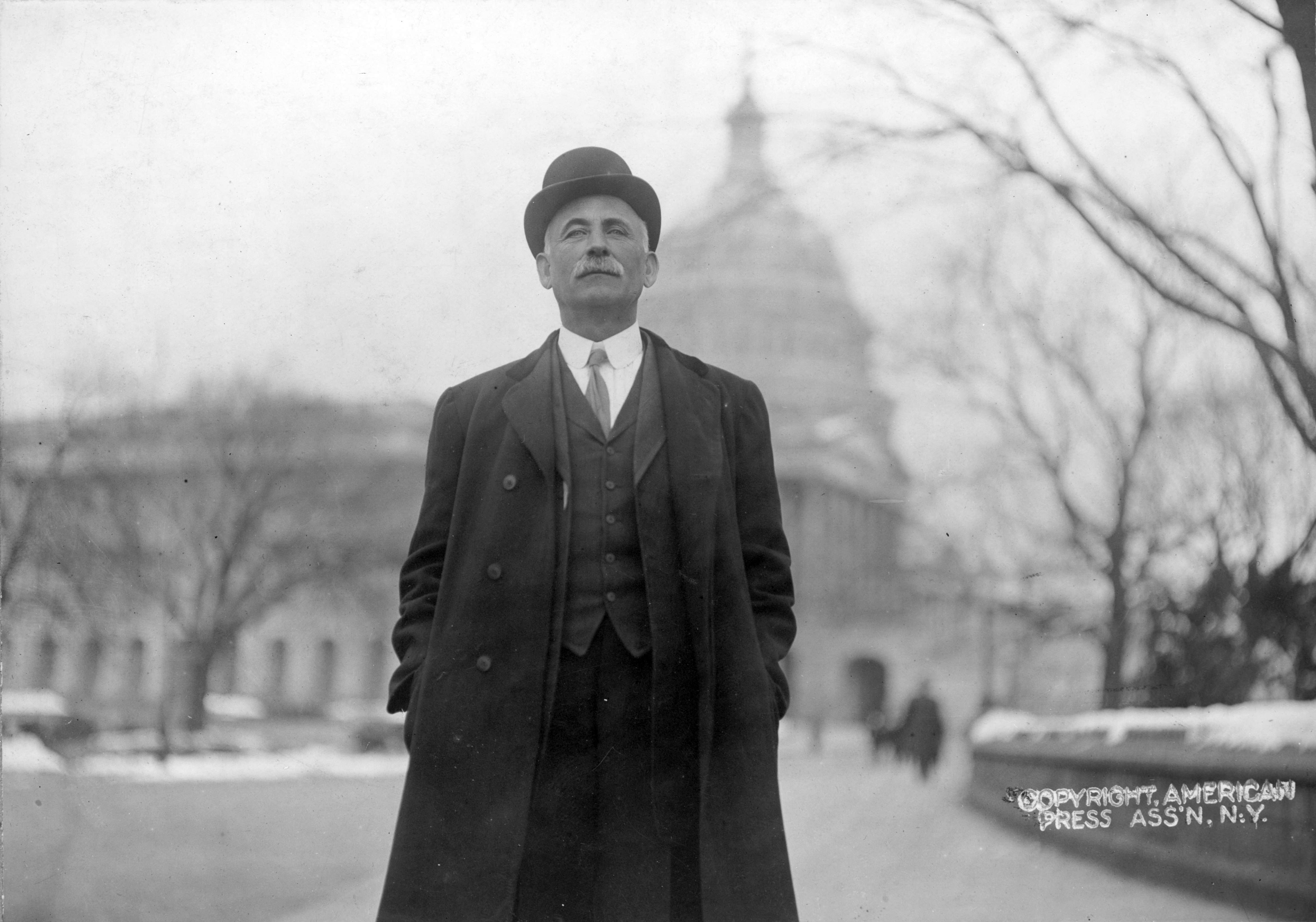
Dorsey William Shackleford (1911)

Dorsey William Shackleford (* 27. August 1853 bei Sweet Springs, Saline County, Missouri; † 15. Juli 1936 in Jefferson City, Missouri) war ein US-amerikanischer Politiker. Zwischen 1899 und 1919 vertrat er den Bundesstaat Missouri im US-Repräsentantenhaus.

## Werdegang
Dorsey Shackleford besuchte die öffentlichen Schulen seiner Heimat und das William Jewell College in Liberty. Zwischen 1877 und 1879 war er als Lehrer tätig. Nach einem gleichzeitigen Jurastudium und seiner 1878 erfolgten Zulassung als Rechtsanwalt begann er in Boonville in diesem Beruf zu arbeiten. Zwischen 1882 und 1886 sowie nochmals von 1890 bis 1892 fungierte er als Staatsanwalt im Cooper County. Danach war Shackleford zwischen 1892 und 1899 Richter im 14. Gerichtsbezirk seines Staates.
Politisch war er Mitglied der Demokratischen Partei. Nach dem Tod des Abgeordneten Richard P. Bland wurde Shackleford bei der fälligen Nachwahl für den achten Sitz von Missouri als dessen Nachfolger in das US-Repräsentantenhaus in Washington, D.C. gewählt, wo er am 29. August 1899 sein neues Mandat antrat. Nach neun Wiederwahlen konnte er bis zum 3. März 1919 im Kongress verbleiben. In diese Zeit fielen der Erste Weltkrieg sowie die Ratifizierung des 16. und des 17. Verfassungszusatzes. Ab 1913 war Shackleford Vorsitzender des Ausschusses, der sich mit dem Ausbau der Bundesstraßen befasste. In dieser Eigenschaft entwarf er den Federal Aid Road Act von 1916. In diesem Gesetz wurde erstmals die Finanzierung des Bundesstraßennetzes offiziell geregelt.
Im Jahr 1918 wurde Dorsey Shackleford von seiner Partei nicht mehr zur Wiederwahl nominiert. Nach seinem Ausscheiden aus dem US-Repräsentantenhaus zog er nach Jefferson City, wo er als Anwalt praktizierte. Politisch ist er nicht mehr in Erscheinung getreten. Er starb am 15. Juli 1936 in Jefferson City und wurde in Boonville beigesetzt.